# 上を下へのジレッタ
『上を下へのジレッタ』（うえをしたへのジレッタ）は、手塚治虫による日本の漫画作品。1968年から1969年にかけて、実業之日本社刊行の『漫画サンデー』に連載された。

## 概要
空腹時にだけ絶世の美女に変身するという歌手・小百合チエこと越後君子の特異体質を知った門前市郎は一発当てようと画策する。チエの彼の山辺音彦は門前ともみ合ううちに事故でビルの地下に閉じ込められてしまい、極限状態の中で自分の妄想を他人に伝達すると言う能力に目覚めることになる。その妄想世界は「ジレッタ」と呼ばれた。

## 単行本
ホリデーコミックス版は、雑誌掲載版を単行本1冊にまとめるために内容が大幅に割愛されている。雑誌掲載版のラストに2ページ追加された手塚治虫漫画全集版が定本となっている。
- ホリデーコミックス『上を下へのジレッタ』（実業之日本社）全1巻
- 奇想天外コミックス『上を下へのジレッタ』（奇想天外社）全1巻
- 手塚治虫漫画全集『上を下へのジレッタ』（講談社）全2巻（全集第171巻 ISBN 978-4061087712（1983年7月12日）と全集第172巻　ISBN 978-4061087729　(1983年8月10日）。）
- 文春文庫－ビジュアル版『上を下へのジレッタ』（文藝春秋）全2巻（上巻：ISBN 978-4168110375（1995年4月）と下巻:ISBN 978-4168110382（1995年4月））。
- 『上を下へのジレッタ 完全版』（実業之日本社）全1巻、ISBN 978-4408612690（2008年10月17日）。 雑誌掲載版とコミックス版を完全収録している。
- 手塚治虫文庫全集『上を下へのジレッタ』（講談社）全1巻、ISBN 978-4063738278（2011年4月19日）。

## 舞台
妄想歌謡劇『上を下へのジレッタ』のタイトルで、2017年5月から6月にBunkamura シアターコクーンと森ノ宮ピロティホールで上演。脚本・演出は倉持裕、主演は横山裕。
キャスト
- 門前市郎 - 横山裕
- 越後君子（小百合チエ） - 中川翔子
- 山辺音彦 - 浜野謙太
- 間リエ - 本仮屋ユイカ
- 竹中プロ社長秘書 - 小林タカ鹿
- テレビ番組プロデューサー - 玉置孝匡
- ジミー・アンドリュウス - 馬場徹
- 竹中郁子 - 銀粉蝶
- 有木足 - 竹中直人

スタッフ
- 原作 - 手塚治虫
- 脚本・演出 - 倉持裕
- 音楽 - 宮川彬良